# Volvo 480
Volvo 480 ES/Turbo är en liten sportcoupé, som tillverkades av Volvo i Nederländerna och som presenterades på Genèvesalongen 1985 och var den första serietillverkade Volvon med framhjulsdrift. Första årsmodellen kom aldrig till Sverige där den första årsmodellen blev 1987. Året därpå kom Turbo-modellen.

## Historia
480 utvecklades med en ny plattform som skulle bli bas för Volvos första framhjulsdrivna modeller i 400- och 800-serien. Till viss del blev 480 använd för att testa hur de nyutvecklade tekniska lösningarna fungerade innan tillverkningen av 440 och 460 skulle dra igång i större antal. Det, i kombination med att 480 fick lite fler elektroniska funktioner, gjorde att den drabbades av något fler barnsjukdomar än modellerna 440 och 460, som kom lindrigare undan.
Formgivningen blev väldigt olik tidigare Volvomodeller. 480 siktade in sig på USA-marknaden. Det bestämdes att bilen skulle få en låg, sportig front och för att klara lagkraven i USA för strålkastarnas höjd över marken valdes popupstrålkastare som fälldes upp ur motorhuven. Vid körning dagtid användes varselljus i de länder där det krävs enligt lag. Kylargrillen i fronten placerades under stötfångaren men fick ändå den diagonala Volvo-ribban som alla Volvo-bilar hade på den tiden. 

## Motorer
Motorerna i 480 hämtades från Renault och var i princip samma som i de sista årsmodellerna av Volvo 340. Den egentillverkade B200-motor som användes i 340 var för tung och stor för 480, inte anpassad för montering i framhjulsdrivna bilar, så den var inte aktuell. Nya 5-cylindriga motorer planerades för 850 som skulle komma några år senare och där skulle även komma mindre 4-cylindriga varianter, men dessa var inte färdiga när 400-serien kom. 
Istället blev det en 1,7-liters motor på 109 hk, tillverkad av Renault som blev drivkällan i 480 ES. Motorn hade redan några år på nacken, och den version som Volvo använde hade bara två ventiler per cylinder. När avgasrening med katalysator infördes i Sverige och Schweiz fr o m 1988 års modell sjönk effekten till 95 hk. Eftersom många ville ha lite mer effekt erbjöds även en turbomotor i modellen 480 Turbo, och då höjdes effekten till 120 hk. Ingen av versionerna gav några direkta sportbilsprestanda, men tack vare en god avstämning av chassit i bilen upplevdes den ändå som ganska körglad. Från 1993 fick bilen en 2-litersmotor med lite bättre prestanda.  

## Tillverkning
Volvo 480 utvecklades som första modellen i Volvo 400-serien av Volvos nederländska bolag NedCar och tillverkades i Born-fabriken strax utanför Eindhoven i Nederländerna. Detta var den första serietillverkade Volvon med framhjulsdrift. Den tillverkades i 80 500 exemplar åren 1986-1995. De sista årsmodellerna (1991-1995) är mycket ovanliga då de i princip bara var beställningsvara till Sverige. Cirka 3300 bilar såldes i Nederländerna och Sverige. En betydligt större marknad var Storbritannien som det såldes cirka 22 000 bilar. Andra stora marknader var Tyskland, Italien och Frankrike.
De olika modeller som har tillverkats är Volvo 480 S, ES, Turbo, GT, "Collection" och "Celebration". På den svenska marknaden såldes endast ES och Turbo. En konceptbil, Volvo 480 Cabriolet, byggdes också, men denna cabrioletversion serietillverkades aldrig då tillverkaren av cabrioleten gick i konkurs.
Precis som övriga 400-serien, Volvo 440 och 460 drogs Volvo 480 med en hel del barnsjukdomar och många konservativa Volvo-kunder tyckte inte heller om designen som inte var tillräckligt "Volvo-mässig". Under senare år har ju dock designspråk, utrustning och drivlina ändrats radikalt i den riktningen som 480-modellen visade. 
På grund av att modellen har dragits med en hel del problem så har många exemplar skrotats och modellen är nu relativt ovanlig i Sverige, speciellt om man jämför med Volvo 240 och 740. 

## Efterträdare
480-modellen fick år 2006 en efterträdare i Volvo C30. Den fick ärva flera av 480-modellens karaktäristiska detaljer, t.ex. bakluckan i glas (som i sig är ett arv från P1800 ES) och det tvåsitsiga baksätet.